# Nikon Z 5
Die Z 5 ist eine spiegellose Vollformatkamera von Nikon, die am 21. Juli 2020 zusammen mit dem Objektiv Nikkor Z 24–50 vorgestellt wurde.

## Beschreibung
Die Z 5 ist die vierte Kamera der Z-Serie von Nikon. Nach preisgünstigeren Modellen in diesem Segment von den Mitbewerbern Sony und Canon, durchbrach Nikon mit diesem Modell die Preisschwelle von 2.000 Euro für spiegellose Nikon-Vollformatkameras; es ist damit auch Einstiegsmodell der Baureihe.
Bei der Vorstellung wurde kritisiert, dass Nikon die Kamera ausschließlich mit dem oben genannten Nikkor-Zoom verkaufte. Dies war nach zwei Monaten behoben.

## Technische Merkmale
Für das Gehäuse wird wie bei den Modellen Z 6 und Z7 eine Magnesiumlegierung verwendet. Darüber hinaus ist es ebenso abgedichtet.
Die Kamera verfügt anders als die Z 6 und 7 nicht über ein Display an der Kameraoberseite; weiter arbeitet der Bildsensor nicht mit rückwärtiger Belichtung.
Die integrierte Fünf-Achsen-Bildstabilisierung ermöglicht es, fünf Lichtwertstufen mehr zu nutzen und Verwacklungen sowie Ruckler in Videoaufnahmen zu vermeiden. Die Z 5 hat wie die Z 6 ein Autofokussystem mit 273 Messfeldern.
Wie die überarbeiteten Versionen der Z 6  und Z 7, Z6 II und Z 7 II, verfügt die Kamera über Platz für zwei Speicherkarten, allerdings vom Typ SD wie die Z 50 und nicht das neuere und deutlich schnellere XQD bzw. CFexpress. Damit bestehen Nachteile bei der Bildfolgerate, die mit 4,5 Bildern pro Sekunde weniger als die Hälfte der des Modells Z 6 beträgt.
Zur Verwendung älterer Objektive mit dem Nikon-F-Bajonett gibt es den sogenannten FTZ-Adapter.

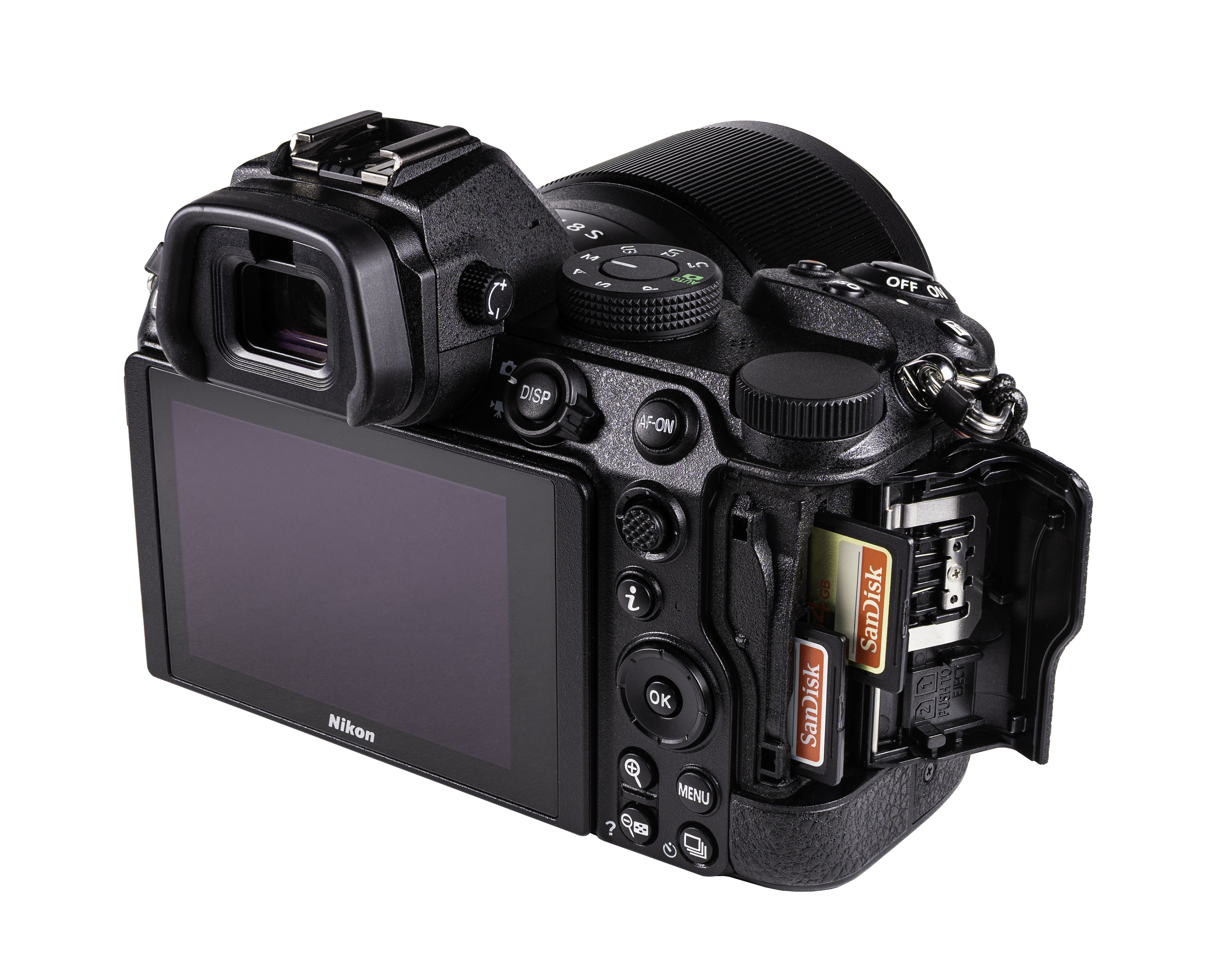
Rückseite der Z 5
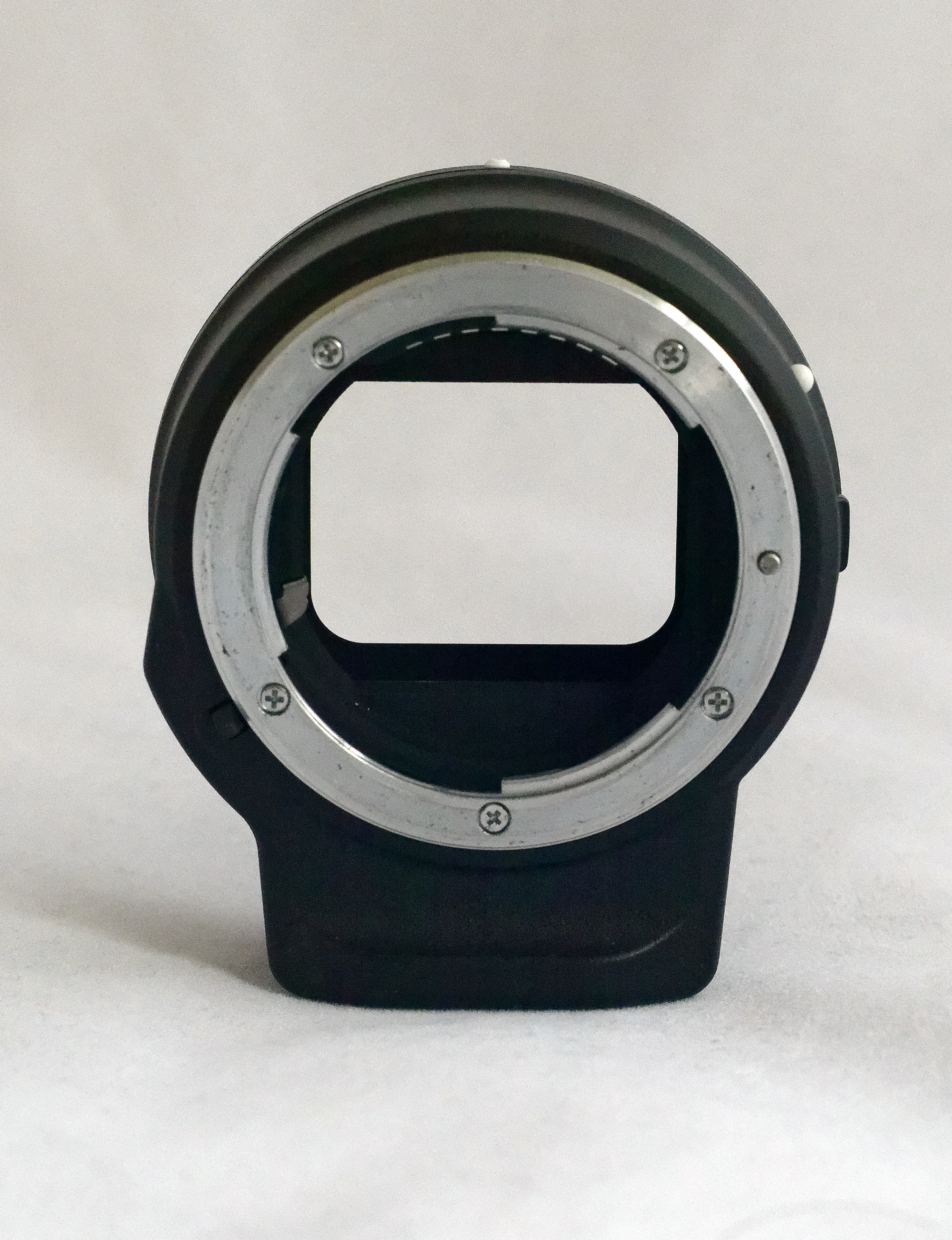
FTZ-Adapter, Vorderseite
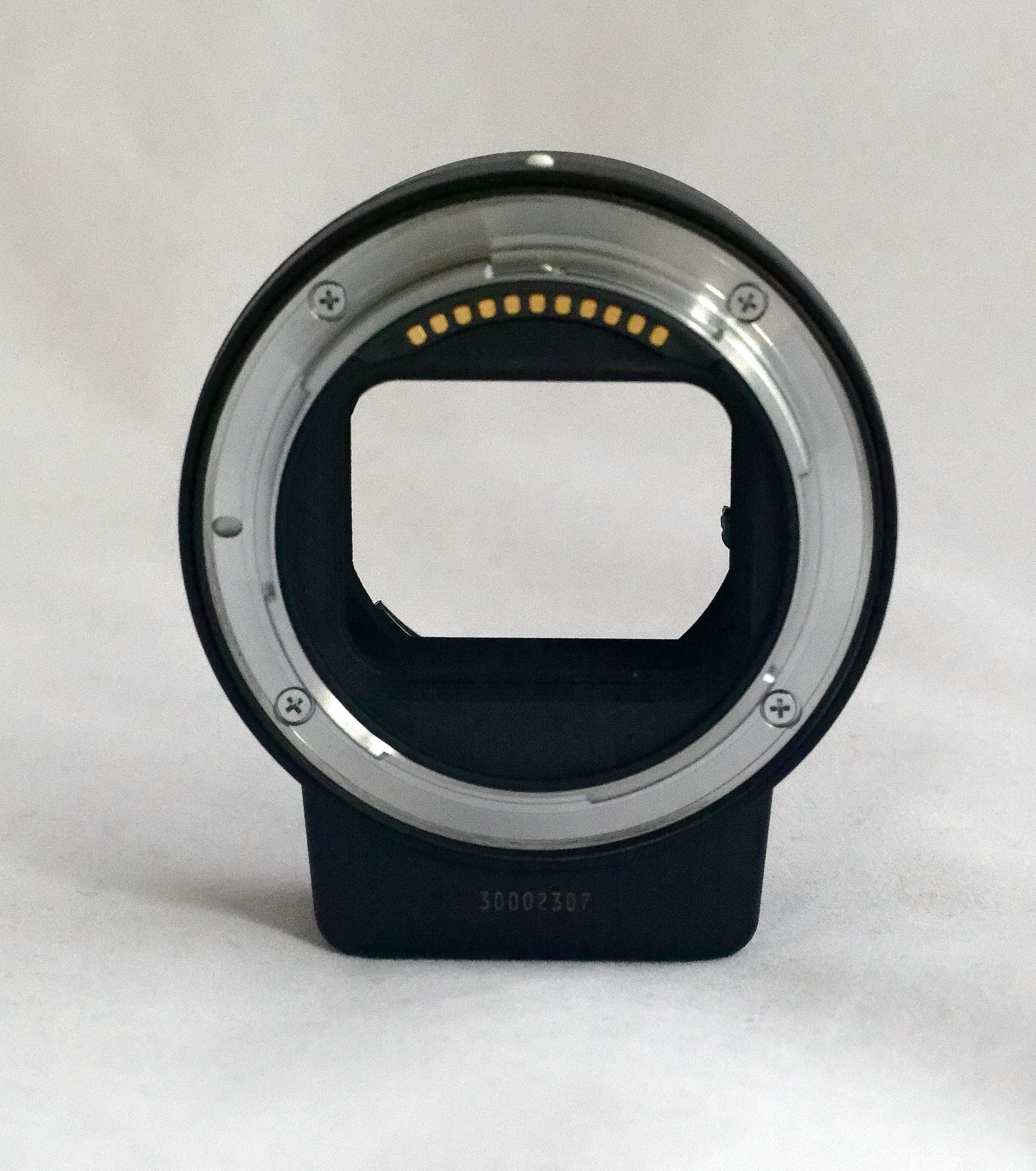
FTZ-Adapter, Rückseite

Die Akkukapazität lässt sich ebenso wie bei den verbesserten "größeren" Modellen mit einem Zusatzbatteriegriff erhöhen.